# Zjawisko Somogyi
Zjawisko Somogyi – znaczy wzrost glikemii występujący w kilka godzin po niedocukrzeniu. Najczęściej jest to poranna hiperglikemia po nocnym niedocukrzeniu. Dzieje się tak dlatego, że organizm odpowiada na niski poziom cukru we krwi wydzieleniem hormonów (glukagon, adrenalina, hormon wzrostu) podwyższających stężenie cukru we krwi. Samo stwierdzenie wysokiej porannej glikemii niekoniecznie musi oznaczać, że w nocy poziom cukru też był wysoki. Znajomość wartości glikemii nocnej jest istotna do ustalenia postępowania leczniczego.